# Girls, Girls, Girls
Girls, Girls, Girls — четвертий студійний альбом американської групи Mötley Crüe, який був випущений 15 травня 1987 року.
У цьому альбомі гурт виразив свою любов до мотоциклів, віскі та вечірок у стрип-клубах. Також на альбомі виражено зворотній бік життя музикантів. Пісня «Wild Side» розкриває сюжет про руйнівний образ життя, а у пісні «Dancing on Glass» Ніккі Сікс розповідає про свою залежність від героїну. Альбом посів другу позицію у чарті Billboard, поступившись альбому Вітні Х'юстон «Whitney». Учасники гурту стверджують, що якби вони не написали дві успішні пісні до цього альбому, то він став би останнім у їхній кар'єрі. У той час гурт боровся із залежністю від алкоголю та наркотиків.

## Композиції
1. Wild Side - 4:40
2. Girls, Girls, Girls - 4:30
3. Dancing on Glass - 4:18
4. Bad Boy Boogie - 3:27
5. Nona - 1:27
6. Five Years Dead - 3:50
7. All in the Name Of... - 3:39
8. Sumthin' for Nuthin' - 4:41
9. You're All I Need - 4:43
10. Jailhouse Rock - 4:39